# Brüder vom hl. Hieronymus Ämiliani

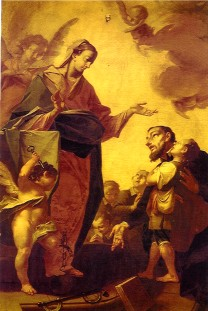
Hieronymus und seinen Schülern erscheint die Mutter Jesu (Bild von Carlo Carlone)

Die Brüder vom heiligen Hieronymus Ämiliani (lateinisch Congregatio Sancti Hieronymi Aemiliani, Ordenskürzel: CSHE) sind eine römisch-katholische Brüdergemeinschaft. Sie wurde 1839 in Gent gegründet und durch den Bischof von Gent Lodewijk-Jozef Delebecque approbiert. Ihre Zielsetzung ist die Pflege und Betreuung von psychisch erkrankten Menschen sowie die Förderung der Schulbildung.

## Ordensleben
Sie leben nach der Augustinusregel und haben sich als Schutzpatron den hl. Hieronymus Ämiliani ausgewählt. Ihr Wahlspruch lautet: Diligamus Opere Et Veritate (Liebe mit Tat und Wahrheit; 1. Brief des Johannes  3,18 ).

## Geschichte
1813 entstand in der belgischen Stadt Sint-Niklaas die Notwendigkeit, ein Waisenhaus zu erbauen. Die dafür eingesetzte Kommission kaufte im Jahr 1826 ein Haus und konnte dieses im September 1827 einweihen. 1835 entstand in diesem Haus der Gedanke, auch geistig Kranke zu betreuen; auf Antrag genehmigte Bischof Lodewijk-Jozef Delebecque eine vorläufige Gemeinschaft aus jungen Männern, die diese Arbeit übernehmen wollten. Diese Gruppe wählte den Hl. Hieronymus Ämiliani als ihren Schutzpatron, der bereit im 16. Jahrhundert Waisenhäuser in Norditalien gegründet hatte. 1839 wurde in Sint-Niklaas die neue Kongregation bischöflichen Rechts zur Betreuung des Waisenhauses gegründet. 1841 wurden die ersten kostenfreien Hieronymus-Schulen errichtet, es folgte dann 1844 eine Schule zur Unterstützung von Studierenden. Das erste Krankenhaus zur Betreuung von psychisch erkrankten Menschen (Anmerkung: Sie wurden noch als Irre bezeichnet) wurde 1852 erbaut, 1856 wurde das erste Internat ins Leben gerufen. Im Jahr 1857 wurden in Deinze, Poperinge, Hamme, Gent und Borgloon Wohnräume für geistig behinderte Menschen errichtet. Der Bau eines eigenen Klosters erfolgte 1870; in den folgenden Jahren entstanden weitere Krankenhäuser, Institute und Betreuungseinrichtungen.

## Schuleinrichtungen
- Institut Emiliani[1]
- Grundschule[2]
- Sekundarschule  Humaniora van de Broederschool[3]
- Freie Handelsschule Institut Isidorus[4]
- Sekundarschule Steneke Broederschool[5]
- Biotechnisches Institut Isidorus[6]

## Pflege- und Betreuungseinrichtungen
- Psychiatrisches Centrum Sint-Hiëronymus[7]
- Psychiatrisches Centrum Sint-Jan de Deo[8]
- Psychiatrisches Centrum Sleidinge[9]
- Emiliani VZW Unterstützung in der Betreuung und Ausbildung in Lokeren[10]
- „Pro Mente“, Wohnungseinrichtung für geistig Behinderte[11]